# Chhagalnaiya
Chhagalnaiya (en bengali : ছাগলনাইয়া) est une upazila du Bangladesh dans le district de Feni. En 1991, on y dénombrait 154 116 habitants.